# 反重力赛车系列
反重力赛车是未来主义竞速游戏系列，由SCE Studio Liverpool（原Psygnosis）开发。系列以快节奏游戏性和高质量3D画面而知名。

## 游戏
- 反重力赛车（1995，PlayStation、世嘉土星、DOS CD-ROM）
- 反重力赛车2097（1996，PlayStation、世嘉土星、Microsoft Windows CD-ROM、Mac OS、Amiga）
- 反重力赛车64（1998，任天堂64）
- 反重力赛车3（1999，PlayStation）
- 反重力赛车Fusion（2002，PlayStation 2）
- 反重力赛车Pure（2005，PlayStation Portable）
- 反重力赛车HD（2008，PlayStation 3）
- 反重力赛车2048（2012，PlayStation Vita）

1. ↑  .   [2024-12-11]. （原始内容存档于2025-01-26） （中文）.